# Селиха
Селиха (слиха, рахамим, рахаманийот,  от ед. ч. ивр. סליחה‎ — «прощение, извинение», мн. ч. слихо́т) в иудаизме — покаянная молитва, наидревнейший элемент синагогальной поэзии, называемой «пиютом». Покаянные пиюты (селиха) будней состояли из шести авину малкену, ми ше-ана, эль мелех иошев, эль эрех апаим, шомер исраэль, ве-ху рахум и входили в первые шесть благословений серединной части молитвы «Шемоне-Эсре», однако позднее были изъяты и помещены в сидуре следом за молитвой «Амида», поэтому «слихой» названо шестое благословение молитвы «Амида».
Слово «слиха» является производным от корня .ס.ל.ח‎ (глагол לסלוח - «прощать»), в этом значении оно особенно часто употреблено в Псалтири, a в Средние века оно получило значение молитвы ο прощении грехов и милости.
Первоначально селиха предназначалась для чтения в Йом-кипур, служба которого всецело посвящена покаянию, почему и называлась «седер селиха». С течением времени и день Рош ха-Шана был принят как «День суда», когда молитва ο прощении — уместна. В силу этого промежуток времени между Рош ха-Шана и Йом-кипуром именуют «покаянными днями», число которых, включая оба вышеупомянутых дня, называют «десятью днями покаяния», иначе «страшными днями», когда читают молитвы покаяния, почему и установлены особые слихот на эти дни.
Впоследствии чтение слихот было приурочено ещё к некоторым дням, предшествовавшим Йом-кипуру, как к известным постам, иногда даже в течение всего месяца Элула читали слихот. Также их установлено читать в дни годичных постов, как, например, в день 10-го Тевета, 13-го Адара, 17-го Тамуза, 9-го Ава, дни народного траура, когда, по словам Мишны, службу открывали воззванием к покаянию или слихой.